# Резервне копіювання
Резе́рвне копіюва́ння або бека́п (англ. backup) — процес створення копії даних з носія (жорсткого диска, дискети тощо), призначений для відновлення цих даних у разі їх пошкодження або видалення.

## Мета
Створення резервної копії даних надає можливість виконати відновлення інформації при втраті оригіналу, з якого було створено резервну копію. При цьому під втратою треба розуміти настання події, що призвела до зміни даних, після чого вони втратили цінність або були видалені з носія. Приклад: умисне завдання шкоди через видалення важливої для підприємства інформації.

## Об'єкти резервного копіювання
Об'єкти резервного копіювання — це дані або сукупність даних, з яких можна створити резервну копію. Приклади об'єктів: файли або теки, дані прикладних програм, дані операційної системи чи сама ОС (наприклад Windows System State або AIX System Backup), образи віртуальних машин та дисків віртуальних машин, файлові системи тощо.

## Вимоги для відновлення даних
Для визначення вимог для швидкості відновлення та періодичності створення резервних копій, використовують наступні визначення:
Recovery Point Objective (RPO) — цільова точка відновлення. Визначає періодичність створення резервних копій. У разі пошкодження або видалення даних і потребу відновити «найсвіжішу» копію це можливо зробити лише на останню RPO. В залежності від технологій, що були використані під час створення резервних копій, відновлення можливе також у період між різними RPO, така технологія називається Point In Time Restore та властива СУБД.
Recovery Time Objective (RTO) — цільовий час відновлення. Визначає час, який повинен пройти з початку і до кінця відновлення даних з резервної копії. Час з моменту втрати даних до початку роботи спеціаліста по відновленню, а також час з моменту відновлення з резервної копії до початку використання даних користувачами, може не включатися до RTO.
Для можливості відновлення під час катастрофи (відмова сайту або парна відмова зарезервованих компонентів) існують також такі визначення:
Disaster Recovery Point Objective (DRPO) — цільова точка відновлення під час катастрофи. RPO у разі настання катастрофи.
Disaster Recovery Time Objective (DRTO) — цільовий час відновлення під час катастрофи. RTO у разі настання катастрофи.

## Рівні резервного копіювання
Повне резервне копіювання (Full Backup або L0) — повна копія даних. Рівень, який забезпечує створення повної копії об'єкта резервного копіювання. Цей рівень дозволяє забезпечити максимальну відповідність оригіналу даних його копії.
Диференційне резервне копіювання (Differential Backup або L1) — копіювання змін, що були зроблені після створення останньої повної копії. Створення такої копії потребує більше часу та займає більший об'єм, ніж додаткове копіювання, але дозволяє пришвидшити процес відновлення. Загалом є альтернативою між створенням повної або додаткової копії.
Додаткове резервне копіювання (Incremental Backup або L2) — копіювання змін, що відбулись із часу повного, диференційного або додаткового копіювання. Загалом на додаткове копіювання затрачається менше часу, бо копіюється менше файлів. Однак процес відновлення даних займає більше часу, оскільки повинні спочатку відновлюватися дані останньої повної копії й після цього — всі резервні копії, від яких залежить додаткова копія.
Lx (розшифровується як Level X) — це один зі стандартів описання методів резервного копіювання. Оскільки різні джерела можуть по різному тлумачити поняття диференційного та додаткового резервного копіювання, може використовуватись нотація Lx, що для перелічених типів буде означати L1 та L2 відповідно. Рівень Lx завжди залежить від попереднього Lx-1 або Lx-n, якщо він був останнім. Наприклад, у разі наступної послідовності резервних копій L0, L5, L3, L2, L4, процедура відновлення на останню найсвіжішу резервну копію буде відбуватись у такій послідовності: L0, L2, L4.

## Цілісність резервних копій даних
Цілісність резервних копій даних — це відповідність даних резервної копії та оригіналу на момент створення копії. Якщо було вибрано неправильний метод створення резервної копії, неможливо буде відновити дані у разі потреби. Для забезпечення цілісності резервних копій використовують різні методи, в залежності від об'єкта резервного копіювання. Загалом, необхідно виконати декілька дій:
1. забезпечити незмінність даних під час створення копії, інакше неможливо буде перевірити відповідність створеної копії: контрольні суми збереженої копії та оригіналу будуть відрізнятися
2. розблокувати дані для можливості читання — ОС може блокувати навіть спроби читання файлів з носія
3. виконати запис змін, що були зроблені в оперативній пам'яті, на жорсткий диск (в Linux — команда sync) — інакше деякі частини об'єкта резервного копіювання можуть не відповідати змінам, які вже були виконані.

Приклади:
- під час створення резервної копії файлів ОС Windows неможливо отримати доступ до деяких системних файлів, які використовуються в системі, але, завдяки технології Volume Shadow Copy Services, перед початком копіювання може бути виконана процедура створення тіньової копії тому, таким чином, для копіювання буде використовуватись не оригінальний том, а його тіньова копія
- при створенні копії образу віртуальної машини VMware vSphere, щоб досягти цілісності, використовується програмне забезпечення VMware Tools, яке «повідомляє» операційну систему про необхідність підготовки її даних для початку резервного копіювання. З боку ОС, якщо використовується ОС Windows, це також ініціює запуск компонентів VSS.

## Методи передачі резервних копій
З використанням агента. Копіювання даних здійснюється за допомогою частини програмного забезпечення, що встановлюється з боку системи, дані якої потрібно захистити. Такий метод є обтяжливий для адміністрування, оскільки потребує контролю за встановленням та оновленням такого програмного забезпечення, але надає змогу щільно інтегруватись у програмне середовище, що використовується на клієнтській системі. Для інших методів також може використовуватись агент, оскільки необхідно координувати процеси всередині операційної системі під час створення резервної копії.
Off-host. Метод, що дозволяє створення резервної копії без значного навантаження на клієнтську систему. Зазвичай дані передаються безпосередньо зі сховища даних на сервер резервного копіювання.
Serverless. Метод, що дозволяє передавати дані від клієнта у сховище резервних копій без участі сервера резервного копіювання. При цьому сервер резервного копіювання отримує від клієнта необхідну інформацію про об'єкти, що їх було скопійовано в сховище. Цей метод використовується для зменшення навантаження на сервер резервного копіювання.

## Методи створення копії даних
Тіньова копія (Shadow Copy) — створення миттєвої копії з дискового розділу операційної системи, при цьому використовуються властивості файлової системи.
Snapshot дисків — замороження змін на основному диску та перенаправлення їх в окремий файл під час створення резервної копії.
Snapshot дискового розділу — створення миттєвої копії даних безпосередньо на дисковому масиві, використовуються можливості дискових масивів.

## Зберігання резервної копії
Резервні копії можуть зберігатись на різних носіях у залежності від конкретних потреб. Зазвичай використовується сервер резервного копіювання, який координує процеси резервного копіювання та керує сховищами. Сховища можуть бути такими:
- стрічкова бібліотека або стример — запис резервних копій відбувається на магнітну стрічку стримера. Перевагами цього методу є: швидкість запису та читання; відносно мала вартість зберігання одиниці інформації; можливість збереження off-line (тобто стрічки можна виймати та зберігати в сейфі). Недоліки: необхідність створення штучної надмірності (redundancy); повільний доступ до файлів; обмежена здатність компресії; обмежена кількість одночасних операцій, оскільки обмежена кількість стримерів та роботів (picker, що вставляють та виймають стрічки).
- дискове сховище — запис резервних копій відбувається на диски, що можуть бути об'єднані в RAID або на дискову систему збереження. Переваги цього методу: швидкість доступу до інформації; необмежена кількість одночасних операцій; можливість використання технологій усунення дуплікації, що значно зменшує потреби в просторі (в залежності від типу даних від 1,5 і більше разів) та також прискорює запис даних, оскільки дублікати не записуються, а відкидаються. Недоліки: менша (у порівнянні зі стрічками) швидкість запису та читання інформації; відносно більша вартість 1 ГБ.
- Virtual Tape Library — запис резервних копій на диски, але саме сховище виглядає для клієнта як стрічкова бібліотека. Перевагами цього методу є: можливість використання технології усунення дуплікації, значно збільшена кількість одночасних операцій, велика швидкість доступу до даних.
- «хмарний» бекап — запис резервних даних за «хмарною» технологією через онлайн-служби спеціальних провайдерів. Сервер резервного копіювання також може використовувати як сховище «хмару». Перевагами цього методу є: низька вартість обслуговування, швидке розгортання та масштабування, можливість використання Pay-as-you-Go. Недоліки: занадто низька швидкість запису та читання, недостатня безпека доступу до даних.